# Costa Amalfitana
La costa Amalfitana (en italiano: Costa d'Amalfi o Costiera Amalfitana) es un tramo de costa italiana bañado por el mar Tirreno, situado en el golfo de Salerno, en la provincia homónima de la región de la Campania. De gran interés turístico y cultural, todos los municipios que integran la costa fueron declarados como Patrimonio de la Humanidad por la Unesco en 1997. La breve descripción que recoge la Unesco es la siguiente: 

La faja litoral amalfitana es de una gran belleza y posee una rica biodiversidad natural. Intensamente poblada desde principios de la Edad Media, esta región costera comprende ciudades como Amalfi y Ravello, que albergan obras arquitectónicas y artísticas muy notables. El paisaje rural atestigua la capacidad de adaptación de los habitantes, que han sabido aprovechar la diversidad del terreno cultivando viñedos y huertos en terrazas construidas en las laderas bajas y conservando las tierras altas para vastos pastizales.
UNESCO

## Historia
La costa de Amalfi abarca el territorio de la histórica República amalfitana, una de las repúblicas marineras italianas que dominaron el Mediterráneo en torno al siglo XII. Toma su nombre de su municipio más importante, Amalfi, capital histórica de la república, que llegó a albergar una población de 70 000 habitantes, hoy convertido en un pequeño y hermoso destino turístico. Son también destacables en la costa los municipios de Positano y Ravello, ambos destinos vacacionales de primer orden, elegidos por la «jet set» estadounidense de mediados del siglo XX. Los municipios de la costa están conectados por la famosa carretera estatal 163.
La zona ha sido destino turístico desde la época del Imperio romano. Numerosos artistas y personalidades públicas han escogido esta costa como área de recreo, entre ellos Giovanni Boccaccio (que alude a ella en el Decamerón), Richard Wagner (que se inspiró en Ravello para crear la escenografía de Parsifal), M.C. Escher, Greta Garbo o John Steinbeck (que en 1953 escribió Positano, una novela en la que caracteriza dicha localidad). En Amalfi, el dramaturgo y poeta noruego Henrik Johan Ibsen escribió su obra más importante, Casa de muñecas (1879).
Además, en Maiori, Roberto Rossellini, uno de los directores más importantes del neorrealismo, rodó varias películas como Paisà (1946), La macchina ammazzacattivi y Viaggio in Italia (Viaje en Italia) con Ingrid Bergman. En 2007 la hija de Roberto, la actriz Isabella Rossellini, fue nombrada ciudadana honoraria de Maiori.
El poeta italiano Renato Fucini escribió de este lugar: «El día del Juicio Universal, para los amalfitanos que suban al Paraíso será un día como todos los otros».

## Geografía
Como el resto de la región, la costa de Amalfi tiene un clima mediterráneo, con veranos cálidos e inviernos suaves. Se encuentra en la costa sur relativamente escarpada de la Península Sorrentina, lo que deja poco espacio para el desarrollo rural y agrícola.[4] La única ruta terrestre a la costa de Amalfi es Amalfi Drive (Strada Statale 163) de 40 kilómetros (25 millas) de largo, que recorre la costa desde la ciudad de Vietri sul Mare en el este hasta Positano en el oeste. Trece municipios se encuentran en la costa de Amalfi, muchos de ellos centrados en el turismo.

## Lugares de interés

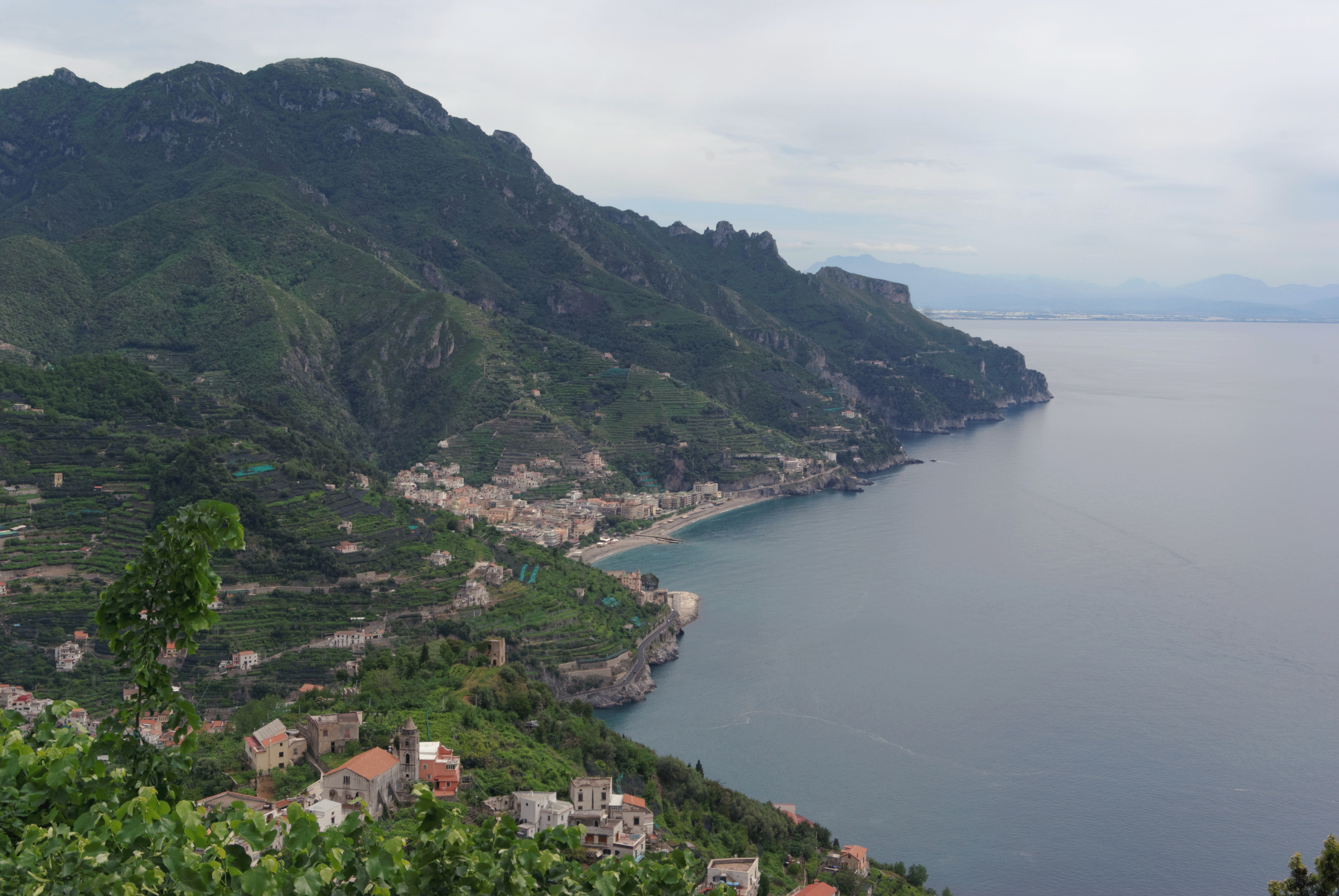
Costa amalfitana - Vista de Maiori desde Ravello.

- Duomo (la catedral) de Amalfi, y su claustro (Chiostro del Paradiso, en italiano).
- Iglesia de Santa Maria Assunta en Positano.
- Las iglesias de San Salvatore del Birecto y de Santa María Magdalena en Atrani.
- Catedral, Villa Cimbrone y Villa Rufolo en Ravello.
- Convento de Santa Maria de Olearia en Maiori.
- Catedral de Scala.
- Las iglesias de San Luca y San Gennaro en Praiano.
- Iglesia de San Pancrazio en Conca dei Marini.
- Iglesia de Santa Trofimena y la antigua villa romana de Minori.

## Municipios de la Costa Amalfitana

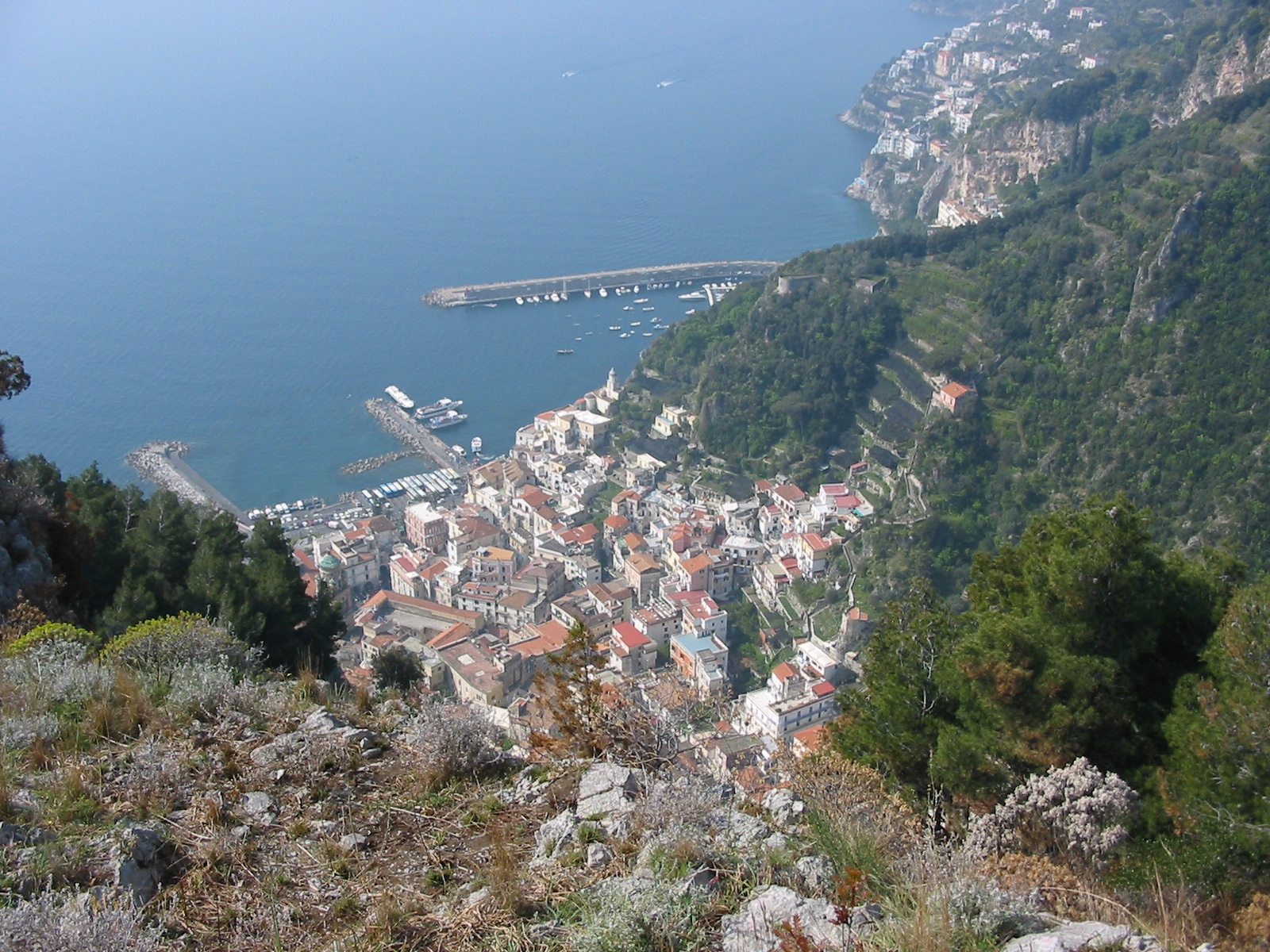
Amalfi.

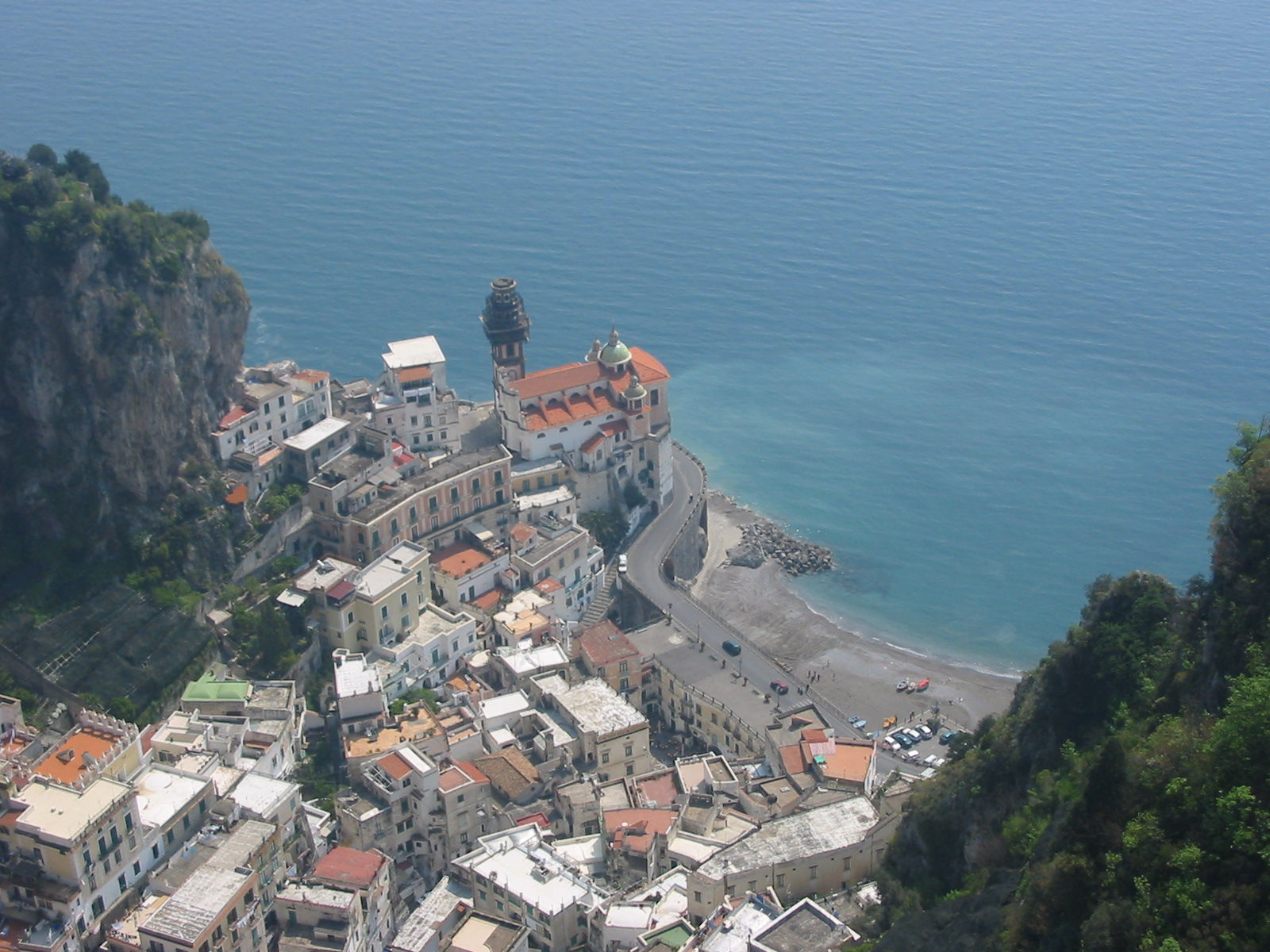
Atrani.

Mapa de la costa amalfitana

- Amalfi
- Atrani
- Cetara
- Conca dei Marini
- Furore
- Maiori
- Minori
- Positano
- Praiano
- Ravello
- Scala
- Tramonti
- Vietri sul Mare

## En la cultura popular
La belleza natural y los pintorescos paisajes de la costa de Amalfi la han convertido en uno de los destinos más populares de la jet set mundial, lo que le ha valido el apodo de "Costa Divina".
Los gobernantes de Amalfi son las figuras centrales de la tragedia jacobea de John Webster La duquesa de Malfi. El artista holandés M.C. Escher produjo una serie de obras de arte de la costa de Amalfi, y Spike Milligan describe su tiempo en Amalfi durante un período de licencia en la cuarta parte de sus memorias de guerra, Mussolini: His Part in My Downfall.
La costa de Amalfi se usó para escenas de la película Roma de 1972 de Federico Fellini y para la película de superhéroes estadounidense Wonder Woman de 2017, donde se representó como la isla amazónica de Themyscira.
La costa de Amalfi sirve como escenario para pistas de carreras ficticias en Forza Motorsport 3, Forza Motorsport 4 y Gran Turismo 4. También alberga la ciudad ficticia de Sapienza en Hitman.
La ciudad de Positano aparece en el cuento Positano de John Steinbeck de 1953. La ciudad también aparece en Under the Tuscan Sun, Tenet de Christopher Nolan y en la película de Kath y Kim Kath & Kimderella.